# Symmorium
Symmorium is een geslacht van uitgestorven haaien behorend tot de Symmoriiformes dat in het Devoon en Carboon leefde. 

## Fossiele vondsten
Symmorium had in het Laat-Famennien een groot verspreidingsgebied met fossiele vondsten in Thüringen, Frankrijk, Polen, de zuidelijke Oeral, Thailand en Marokko. Vondsten uit het Carboon zijn gedaan in de oostelijke Verenigde Staten en Rusland.

## Kenmerken
Symmorium had net als de andere haaien uit de Symmoriidae een min of meer conventioneel uiterlijk, in tegenstelling tot de twee andere families uit de Symmoriiformes die haaien omvatten met aambeeld- en haakvormige structuren op de voorzijde van de rug, zoals Stethacanthus. Symmorium was tweeënhalf tot drie meter lang. Het lichaam was gestroomlijnd en torpedovormig. De enkele rugvin stond ver naar achteren. Daarnaast had Symmorium gepaarde borstvinnen en kleinere buikvinnen. Net als zijn verwanten had deze haai lange, puntige, zweepachtige aanhangsels aan de borstvinnen, die metapterygiale axis worden genoemd. De functie van deze aanhangsels is onduidelijk. De onderkaak stak iets verder uit dan de bovenkaak. Symmorium was een goede zwemmer en een snelle jager. Aan het wateroppervlakte joeg Symmorium op palaeoniscoiden, ammonieten en nautilussen. Tandafdrukken op de schelpen van deze inktvisachtigen vormen hiervoor het bewijs.